# Slag bij Hubbardton

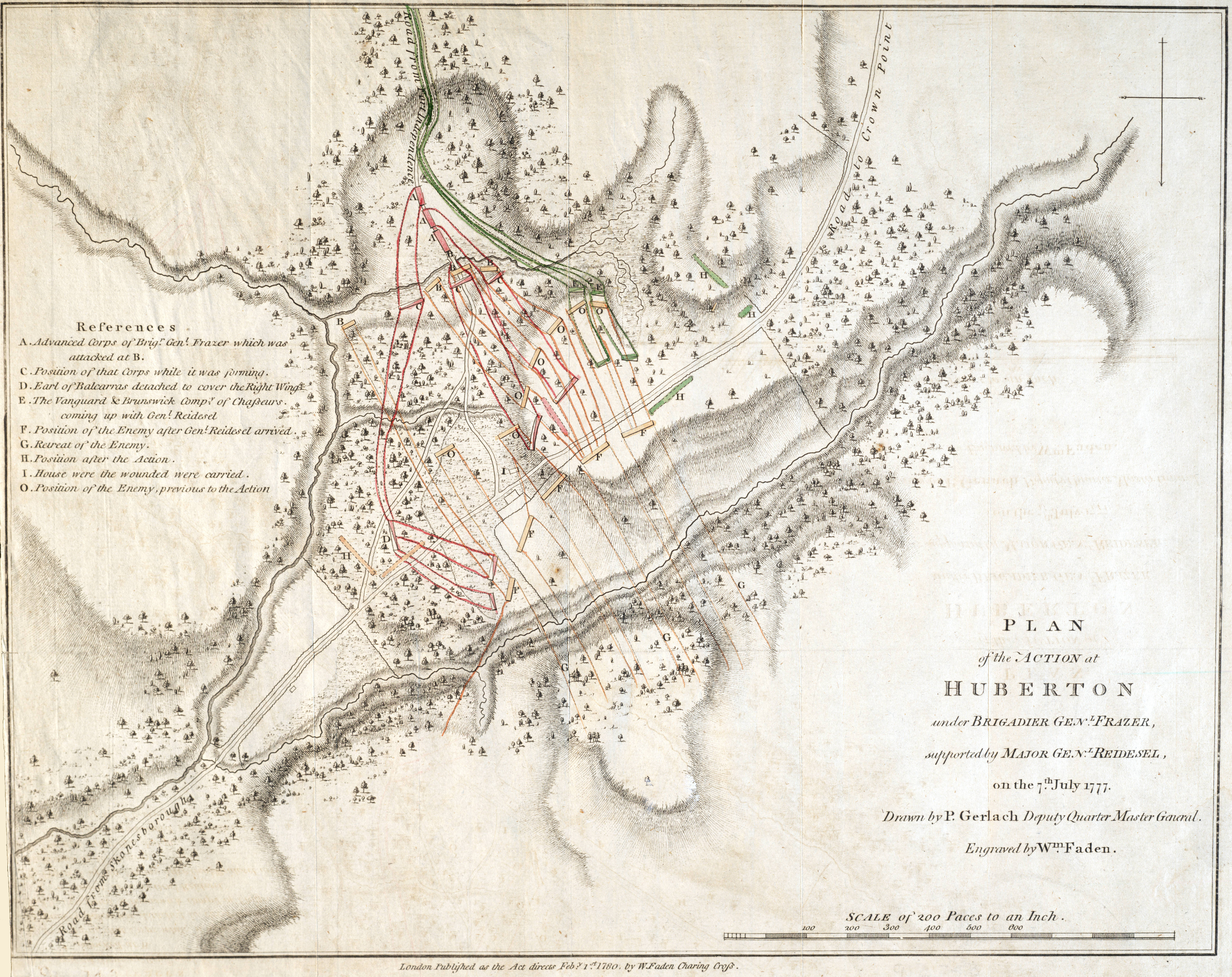
Kaart

De Slag bij Hubbardton was een veldslag bij de plaats Hubbardton (Vermont) in de Amerikaanse Onafhankelijkheidsoorlog.
De slag vond plaats bij de Slag bij Saratoga tijdens de Amerikaanse Onafhankelijkheidsoorlog in de morgen van 7 juli 1777. Britse troepen onder generaal Simon Fraser vielen de achterhoede aan van de uit Fort Ticonderoga terugtrekkende Amerikaanse strijdkrachten. Hubbardton was de enige veldslag die tijdens de Amerikaanse Onafhankelijkheidsoorlog uitgevochten werd in de staat Vermont.
De Amerikaanse bevelhebber was John Stark, aanvoerder van militie van New Hampshire. Op het vlak van het aantal gewonden en gevangenen wonnen de Britten, maar door de Amerikaanse tegenstand kon het grootste deel van de Amerikaanse strijdkrachten naar Fort Edward trekken en deelnemen aan de latere Slag bij Saratoga.